# 日向もか
日向 もか（ひなた もか、2001年5月17日 - ）は、日本の女性声優。埼玉県出身。ミュージックレイン所属。

## 略歴

### オーディションを受けるまでの経緯
幼少期からアニメが大好きで、親が『ドラゴンボール』が大好きであり、同作品が面白いことを勧められたことから、レンタルショップで借りて、第1話から見始めたことを機に「アニメって面白いな」と思ったと語っている。その後、『ONE PIECE』を勧められ見た時、「モンキー・D・ルフィとクリリンの声が似ている」と感じ、母に聞いた際、2役とも同じ田中真弓であることを教えられ、それで声優業を知るようになった。なお、ドラマや映画で芝居をする役者の存在は知っていたという。また、小学時代は演劇部に入っており、小学5年生の頃に剣道を初めてから中学時代の3年間は剣道部に入っていた。

### 声優を志したきっかけ・オーディション
声優業を知った時にミュージックレインのオーディションがあったが、それ以前にも声優オーディションを受けていたものの、ミュージックレインには『ソードアート・オンライン』や『しゅごキャラ!』といった、自身の大好きなアニメに出演していた声優が所属していたことから、それに興味がわいたという。その後、ミュージックレインのオーディションを受け、バイト帰りに同所による携帯電話の着信を見て、電話をかけ直した際に合格という言葉をもらった。

### デビュー以降の活動
2023年4月12日、日本唐揚協会主催「第14回からあげグランプリ」にてベストカラアゲニスト2023の声優部門に下野紘とともに選出され、授賞式に登壇した。翌2024年4月10日開催の「第15回からあげグランプリ」でもベストカラアゲニスト2024に選出され、2年連続の受賞となった。
2025年5月5日、ミュージックレイン3期生の相川奏多、橘美來、宮沢小春、夏目ここなと共に、声優ユニット「DayRe:」としてデビューすることが発表された。

### 将来の展望
将来的に、少年役にも挑戦したいという意欲を示している。また、自身の声を聞いた人に「元気になれる」と感じてもらえるような声優を目指している。
さらに、多くのアニメ作品に出演するようになった際には、アニメファンとそうでない人々の橋渡し役を担いたいという抱負を述べている。アニメに馴染みのない人々が、自身が出演していることをきっかけにアニメに興味を持ち、その面白さを知ってもらえるようになることを願っており、そのために一層の成長を目指している。

## 人物

### 人物評
- 芸能界への興味は幼稚園の頃から芽生えており、卒園アルバムには将来の夢として「お笑い芸人」と記していた。これは、両親の影響で『8時だョ！全員集合』のDVDを日常的に視聴していたことに由来する。幼い頃からお笑いやバラエティ番組に親しみ、お笑い芸人への憧れを抱いていた[4]。
- 同期メンバーからは「お日様担当」「お笑い担当」として位置づけられており、名前が「日向」であることやメンバーカラーが黄色であることも相まって、グループ全体を明るくする存在として認識されている[10]。
- イベントでの盛り上げ役を担うことが多く、お笑い魂を持った人物として評価されている。一方で「ひらめき担当」としての一面も持ち、他のメンバーとは異なる発想力を有しており、その意見によって周囲がハッとさせられることが多いとされる[10]。
- また、「お天気担当」とも称され、日向の感情状態がグループ全体の雰囲気に大きく影響を与える。明るい時にはメンバー全体がその影響を受けて明るくなり、落ち込んでいる時にはメンバーが心配するなど、グループの「感情的な中心的存在」となっている。性格面では「基本、何も考えていない」と自己分析しており、楽しい時は素直に楽しさを表現し、楽しくない時もその感情が表に出やすいタイプである[10]。

### 趣味・特技
趣味としてアニメを見ることや漫画を読むこと、ゲーム、遊ぶことをそれぞれ挙げている。

## 出演
太字はメインキャラクター。

### テレビアニメ
2021年
- IDOLY PRIDE（早坂芽衣）

2023年
- ワールドダイスター（女児A）

2024年
- ワンルーム、日当たり普通、天使つき。（ゲーム内キャラ）
- 転生貴族、鑑定スキルで成り上がる（領民子供）
- おじゃる丸（女の子、カナブン子）

2025年
- スライム倒して300年、知らないうちにレベルMAXになってました ～そのに～（職員A）

### Webアニメ
- くろりんごときいろいそら(声ありver.)（2022年、生徒E[14][15]）
- エレクトピア(声ありver.)（2023年、らなの友達アヤ[16][17])
- ドラゴン娘になりたくないっ!（2025年、星増樹[18]）

### ゲーム
- IDOLY PRIDE（2021年、早坂芽衣[19]）
- ネバーアフター～逆転メルヘン～（2023年、ナイト・女[20][21]）

### インターネット番組
- DayRe:のRe:Re:Re:Re:Re:カーニバル（2021年 - 、ニコニコ生放送・YouTube）[22]
- ゴー☆ジャス＠レボ☆リューション〜こんな声優ファン☆タスティック with 日向もか〜（2023年 - 、ニコニコ生放送・YouTube）[23]

### PV
※はインターネット配信
- 直木賞作家×YOASOBI『はじめての』プロジェクトPV (2022年3月27日-, YouTube※)

### デジタルコミック
- 三途の川アウトレットパーク（2024年、呼び込みB、少年C[24]）

### その他コンテンツ
- 朗読付き電子書籍レーベル YOMIBITO 『風船虫』（小川未明）（2022年）[25]
- 朗読付き電子書籍レーベル YOMIBITO 『月とあざらし』（小川未明）（2022年）[26]
- 愛天使世紀ウェディングアップル（2025年、苗場桜[27]）

## ディスコグラフィ

### キャラクターソング
| 発売日         | 商品名                                                  | 歌                                         | 楽曲                                                | 備考                                          |
| -------------- | ------------------------------------------------------- | ------------------------------------------ | --------------------------------------------------- | --------------------------------------------- |
| 2020年5月10日  | Shine Purity〜輝きの純度〜                              | 星見プロダクション                         | 「Shine Purity〜輝きの純度〜」                      | 『IDOLY PRIDE』関連曲                         |
| 2021年2月10日  | IDOLY PRIDE                                             | 星見プロダクション                         | 「IDOLY PRIDE」                                     | テレビアニメ『IDOLY PRIDE』オープニングテーマ |
| 2021年2月10日  | IDOLY PRIDE                                             | 星見プロダクション                         | 「The Sun, Moon and Stars」                         | テレビアニメ『IDOLY PRIDE』エンディングテーマ |
| 2021年2月10日  | IDOLY PRIDE                                             | 星見プロダクション                         | 「サヨナラから始まる物語」                          | 『IDOLY PRIDE』関連曲                         |
| 2021年3月17日  | Daytime Moon                                            | 月のテンペスト                             | 「Daytime Moon」 「月下儚美」                       | 『IDOLY PRIDE』関連曲                         |
| 2021年10月27日 | IDOLY PRIDE Collection Album [奇跡]                     | 星見プロダクション                         | 「Fight oh! MIRAI oh!」                             | 『IDOLY PRIDE』関連曲                         |
| 2021年10月27日 | IDOLY PRIDE Collection Album [奇跡]                     | 月のテンペスト                             | 「恋と花火」                                        | 『IDOLY PRIDE』関連曲                         |
| 2021年12月22日 | IDOLY PRIDE Collection Album [約束]                     | 月のテンペスト                             | 「The One and Only」                                | 『IDOLY PRIDE』関連曲                         |
| 2021年12月22日 | IDOLY PRIDE Collection Album [約束]                     | 一ノ瀬怜（結城萌子）、早坂芽衣（日向もか） | 「ココロ Distance」                                 | 『IDOLY PRIDE』関連曲                         |
| 2021年12月22日 | IDOLY PRIDE Collection Album [約束]                     | 星見プロダクション                         | 「Pray for you」                                    | 『IDOLY PRIDE』関連曲                         |
| 2023年2月1日   | IDOLY PRIDE Collection Album [未来]                     | 月のテンペスト                             | 「クリスマスには君と」 「裏と表」                   | 『IDOLY PRIDE』関連曲                         |
| 2023年2月1日   | IDOLY PRIDE Collection Album [未来]                     | 早坂芽衣（日向もか）、成宮すず（相川奏多） | 「shiny shiny」                                     | 『IDOLY PRIDE』関連曲                         |
| 2023年5月24日  | Gemstones                                               | 星見プロダクション                         | 「Gemstones」                                       | 『IDOLY PRIDE』関連曲                         |
| 2023年12月6日  | Question                                                | 月のテンペスト                             | 「Question」 「全力！絶対！！カウントダウン！！！」 | 『IDOLY PRIDE』関連曲                         |
| 2024年3月20日  | IDOLY PRIDE Collection Album [chronicle]                | 星見プロダクション                         | 「MELODIES」                                        | 『IDOLY PRIDE』関連曲                         |
| 2024年3月20日  | IDOLY PRIDE Collection Album [chronicle]                | 月のテンペスト                             | 「最愛よ君に届け」                                  | 『IDOLY PRIDE』関連曲                         |
| 2024年7月10日  | 月ノヒカリ                                              | 月のテンペスト                             | 「月ノヒカリ」 「MELODIES（月のテンペストver.）」   | 『IDOLY PRIDE』関連曲                         |
| 2025年3月19日  | IDOLY PRIDE Collection Album [Resonance]                | 星見プロダクション                         | 「パラダイス！」 「星色のカレイドスコープ」         | 『IDOLY PRIDE』関連曲                         |
| 2025年3月19日  | IDOLY PRIDE Collection Album [Resonance]                | 早坂芽衣（日向もか）                       | 「ひと夏の永遠」                                    | 『IDOLY PRIDE』関連曲                         |
| 2025年3月19日  | IDOLY PRIDE Collection Album [Resonance] 初回生産限定盤 | 早坂芽衣（日向もか）                       | 「星色のカレイドスコープ」                          | 『IDOLY PRIDE』関連曲                         |
| 2025年3月22日  | ハレ晴レユカイ                                          | SOH団                                      | 「ハレ晴レユカイ」                                  | 『IDOLY PRIDE』関連曲                         |
| 2025年7月9日   | ありがとう to You                                       | 星見オールスターズ                         | 「ありがとう to You」                               | 『IDOLY PRIDE』関連曲                         |

### その他参加作品
| 発売日         | 商品名                                                       | 歌                                               | 楽曲                                          | 備考 |
| -------------- | ------------------------------------------------------------ | ------------------------------------------------ | --------------------------------------------- | ---- |
| 2024年4月28日  | 〜まだ見ぬ青を探して〜時々カルテット                         | 相川奏多、橘美來、夏目ここな、日向もか、宮沢小春 | 「青いリフレイン」 「名もなき青のハルモニア」 |      |
| 2024年12月15日 | カバーズ - Innocent 5 Flowers -                              | 相川奏多、橘美來、夏目ここな、日向もか、宮沢小春 | 「ホントだよ」 「MOON SIGNAL」                |      |
| 2024年12月15日 | カバーズ - Innocent 5 Flowers -                              | 日向もか                                         | 「スマッシュ・ドロップ」                      |      |
| 2025年3月19日  | ハニワ曲歌ってみた 〜10th Anniversary 声優コラボレーション〜 | 日向もか                                         | 「ワタシノテンシ」                            |      |

## ライブ・イベント

### 合同ライブ
| 出演日                         | タイトル                                                  | 会場                                                 | 備考   |
| ------------------------------ | --------------------------------------------------------- | ---------------------------------------------------- | ------ |
| 2022年8月6日・7日 （開催中止） | LAWSON premium event ミュージックレインフェスティバル2022 | 武蔵野の森総合スポーツプラザメインアリーナ（東京都） | [ 28 ] |